# جيف رايت (لاعب كرة قدم أمريكية)
جيف رايت (بالإنجليزية: Jeff Wright)‏ هو لاعب كرة قدم أمريكية أمريكي، ولد في 13 يونيو 1949 في إدينا في الولايات المتحدة.

## وصلات خارجية
- جيف رايت على موقع مرجع كرة القدم المحترفة.كوم (الإنجليزية)